# Струя (пассажбот)
«Струя» — пассажбот Балтийского флота Российской империи, использовавшийся во время службы в качестве плавучего маяка, учебного и брандвахтенного судна.

## История службы
Пассажбот «Струя» был спущен на воду в 1834 году, вошел в состав Балтийского флота России.
В 1834 и 1835 годах совершал плавания между Санкт-Петербургом, Петергофом и Кронштадтом в целях практики кадетов Морского корпуса в составе отрядов. В кампанию 1834 года командир пассажбота был награждён орденом святого Станислава IV степени.
В 1838 году использовался в качестве плавучего маяка на Елагинском фарватере.
В 1839 и 1842 годах вновь использовался для практики кадетов Морского корпуса в плаваниях между Санкт-Петербургом, Петергофом и Кронштадтом. В 1843 году подвергся тимберовке, а 1844, 1845, 1847 и 1848 годах нёс брандвахтенную службу на Северном фарватере Кронштадта.
По состоянию на 1853 год находился в порту Кронштадта.

## Командиры судна
Командирами пассажбота «Струя» в разное время служили:
- лейтенант В. Ф. Ирецкий (1834 год)[4];
- капитан С. И. Лавров (1835 год)[10];
- Яковлев (1838 год)[комм. 2];
- лейтенант М. А. Чиж (1839 год)[11];
- Нагаев (1842 год)[комм. 2];
- капитан-лейтенант А. П. Данилов (1844 год)[12].